# Outwood (West Yorkshire)
Outwood – wieś w Anglii, w hrabstwie ceremonialnym West Yorkshire, w dystrykcie metropolitalnym Wakefield. Leży 11 km na południe od miasta Leeds i 262 km na północ od Londynu.